# Jan Štokr
Jan Štokr, soprannominato Drobek (ceco: piccolo uomo) (Dačice, 16 gennaio 1983), è un ex pallavolista ceco, nel ruolo di schiacciatore od opposto.

## Carriera

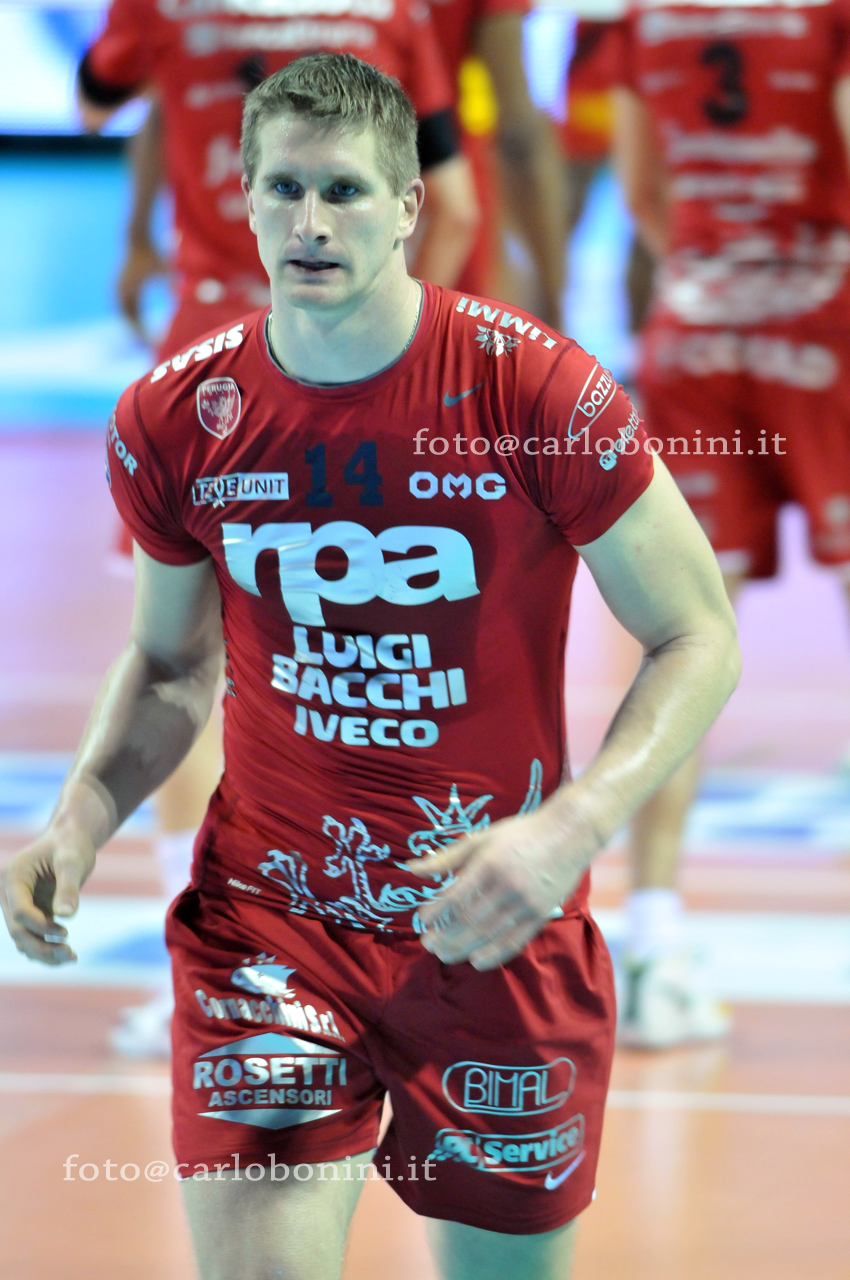
Štokr al Perugia nel 2009

Esordì nella massima serie della Repubblica Ceca nel 2001, con la squadra di Odolena Voda, vincendo in tre stagioni campionato e Coppa nazionale.
Nel 2004 si trasferì in Italia ingaggiato dalla Daytona di Modena, con la quale esordì in Serie A1. Nella stagione titolare fu titolare nel Cagliari, siglando in totale 437 punti. Dal campionato 2006-07 passò a vestire la maglia del Perugia, disputando per la prima volta i play-off scudetto dove si fermò ai quarti di finale, sconfitto dal Treviso futuro vincitore del torneo. Nell'ultima stagione in Umbria disputò la Challenge Cup, che vinse nella final four disputata proprio al PalaEvangelisti.
Nell'estate del 2010 si fecero insistenti le voci di un suo accordo con il Trentino. La querelle creatasi per il trasferimento di Leandro Vissotto Neves ritardarono l'ufficializzazione dell'ingaggio, che venne però perfezionato l'8 luglio. A pochi mesi dal suo approdo a Trento conquistò il Campionato mondiale per club.
Il suo primo anno in maglia gialloblù terminò con la conquista del treble: dopo aver vinto al Palaonda di Bolzano la Champions League, il 15 maggio 2011 contribuì alla vittoria del secondo scudetto trentino, venendo anche premiato come miglior giocatore. Lo stesso riconoscimento gli venne assegnato anche per la vittoria della Supercoppa italiana 2011, anno nel quale aggiunse al palmarès anche la Coppa Italia e il secondo Campionato mondiale per club.
Nel 2011 e 2012 gli venne assegnato il titolo di Pallavolista ceco dell'anno, grazie anche alla conquista del suo secondo treble in maglia trentina. Nell'ultimo anno della sua permanenza nella formazione allenata da Radostin Stojčev vinse la sua seconda Coppa Italia, il terzo Campionato mondiale per club (dove venne premiato come miglior schiacciatore) e il suo secondo scudetto. Con quest'ultima vittoria divenne il primo giocatore della Repubblica Ceca a vincere più di un campionato italiano.
Per la stagione 2013-14 venne ingaggiato dal club russo della Dinamo Krasnodar, dove giocò per due annate, al termine delle quali si recò in Qatar per difendere i colori dell'Al-Rayyan per la sola Coppa del Qatar 2015. Nel campionato 2015-16 approdò nella V-League sudcoreana col KEPCO Vixtorm.
Per la stagione 2016-17 ritornò a vestire la maglia della Trentino, mentre in quella successiva rientrò in patria per giocare nel Dukla Liberec, in Extraliga.

## Palmarès

### Club
- Campionato ceco: 1

2003-04
- Campionato italiano: 2

2010-11, 2012-13
- Coppa della Repubblica Ceca: 1

2003-04
- Coppa Italia: 2

2011-12, 2012-13
- Supercoppa italiana: 1

2011
- Campionato mondiale per club: 3

2010, 2011, 2012
- Champions League: 1

2010-11
- Challenge Cup: 1

2009-10

### Nazionale (competizioni minori)
- European League 2004
- Memorial Hubert Wagner 2011

### Premi individuali
- 2011 - Campionato italiano: MVP
- 2011 - Supercoppa italiana: MVP
- 2012 - Pallavolista ceco dell'anno
- 2012 - Mondiale per club: Miglior schiacciatore[5]
- 2013 - Pallavolista ceco dell'anno